# Robert Busnel
Robert Busnel, (nacido el 14 de septiembre de 1914 en Tolón y fallecido el 15 de marzo de 1991 en Lyon) fue un jugador y entrenador de baloncesto francés. Consiguió cinco medallas en competiciones internacionales con Francia, cuatro siendo el seleccionador masculino, y otra con la selección femenina. 